# Liste der Baudenkmale in Breese
In der Liste der Baudenkmale in Breese sind alle Baudenkmale der brandenburgischen Gemeinde Breese und ihrer Ortsteile aufgelistet. Grundlage ist die Veröffentlichung der Landesdenkmalliste mit dem Stand vom 31. Dezember 2020.

## Legende
In den Spalten befinden sich folgende Informationen:
- ID-Nr.: Die Nummer wird vom Brandenburgischen Landesamt für Denkmalpflege vergeben. Ein Link hinter der Nummer führt zum Eintrag über das Denkmal in der Denkmaldatenbank. In dieser Spalte kann sich zusätzlich das Wort Wikidata befinden, der entsprechende Link führt zu Angaben zu diesem Denkmal bei Wikidata.
- Lage: die Adresse des Denkmales und die geographischen Koordinaten. Link zu einem Kartenansichtstool, um Koordinaten zu setzen. In der Kartenansicht sind Denkmale ohne Koordinaten mit einem roten beziehungsweise orangen Marker dargestellt und können in der Karte gesetzt werden. Denkmale ohne Bild sind mit einem blauen bzw. roten Marker gekennzeichnet, Denkmale mit Bild mit einem grünen beziehungsweise orangen Marker.
- Bezeichnung: Bezeichnung in den offiziellen Listen des Brandenburgischen Landesamtes für Denkmalpflege. Ein Link hinter der Bezeichnung führt zum Wikipedia-Artikel über das Denkmal.
- Beschreibung: die Beschreibung des Denkmales
- Bild: ein Bild des Denkmales und gegebenenfalls einen Link zu weiteren Fotos des Baudenkmals im Medienarchiv Wikimedia Commons

| ID-Nr.   | Lage               | Bezeichnung                                                      | Beschreibung | Bild |
| -------- | ------------------ | ---------------------------------------------------------------- | ------------ | ---- |
| 09160906 | Groß Breese (Lage) | Satzung zum Schutz des Denkmalbereichs „Straßendorf Groß Breese“ |              | BW   |
| 09160907 | Kuhblank (Lage)    | Satzung zum Schutz des Denkmalbereichs „Runddorf Kuhblank“       |              | BW   |

## Baudenkmale in den Ortsteilen

### Groß Breese
| ID-Nr.            | Lage                         | Bezeichnung | Beschreibung | Bild           |
| ----------------- | ---------------------------- | ----------- | --- | -------------- |
| 09160141          | Groß Breeser Allee (Lage)    | Dorfanlage  | | Dorfanlage     |
| 09160143 Wikidata | Groß Breeser Allee (Lage)    | Dorfkirche  | Die evangelische Kirche wurde im Jahre 1879 erbaut. Im Inneren befinden sich zwei Tafel mit Bildern von zehn Kreuzweg-Stationen. | weitere Bilder |
| 09160142          | Groß Breeser Allee 4 (Lage)  | Hofanlage   | Der Hof wurde um 1840 angelegt, das Wohnhaus stammt aus dem gleichen Jahr. Zu dem Hof gehört zwei Ställe aus dem Jahr 1900, und eine Scheune aus dem Jahr 1881. Das Wohnhaus ist ein eingeschossiges Fachwerkhaus mit einem Satteldach. | Hofanlage      |
| 09160144          | Groß Breeser Allee 43 (Lage) | Hofanlage   | | Hofanlage      |

### Kuhblank
| ID-Nr.   | Lage              | Bezeichnung                            | Beschreibung | Bild                                   |
| -------- | ----------------- | -------------------------------------- | ------------ | -------------------------------------- |
| 09160760 | Dorfstraße (Lage) | Dorfanlage des geschlossenen Runddorfs |              | Dorfanlage des geschlossenen Runddorfs |